# Laxemburgo
Laxemburgo (em alemão: Laxenburg) é uma cidade localizada no distrito de Mödling na Baixa Áustria, perto de Viena.
Situada a cerca de 15 quilómetros a sul de Viena, Laxemburgo é conhecida pelo seu palácio e os seus jardins, abertos ao público. A monarquia e aristocracia austríacas frequentavam Laxemburgo no verão, o que deu à povoação um ar imperial e um número de edifícios de Estado apenas superado, talvez, pelo palácio de Schönbrunn, o Versalhes vienense. Convém visitar a estação local de comboios, conhecida como Kaiserbahnhof ou estação do Imperador, a única de estilo Biedermaier que permanece de pé em toda Europa.